# Pheidologeton vespillo
Pheidologeton vespillo är en myrart som beskrevs av Wheeler 1921. Pheidologeton vespillo ingår i släktet Pheidologeton och familjen myror. Inga underarter finns listade i Catalogue of Life.